# Вулиця Артемія Веделя (Київ)
Ву́лиця Артемія Веделя — вулиця в Голосіївському районі міста Києва, місцевість Віта-Литовська. Пролягає від Бродівської вулиці до Володарської вулиці.

## Історія
Вулиця виникла у 2010-х роках під проектною назвою Проектна 13000. Сучасна назва на честь українського композитора Артемія Веделя — з 2017 року.